# Gradisca d'Isonzo
Gradisca d'Isonzo (Sloveens: Gradišče ob Soči) is een gemeente in de Italiaanse provincie Gorizia (regio Friuli-Venezia Giulia) en telt 6715 inwoners (31-12-2004). De oppervlakte bedraagt 10,8 km², de bevolkingsdichtheid is 645 inwoners per km².
De volgende frazioni maken deel uit van de gemeente: Mercaduzzo, Borgo Viola, Borgo Basiol, Gerusalemme en Borgo Molamatta.
Van 1788 tot 1830 was het de zetel van het bisdom Gradisca.

## Demografie
Gradisca d'Isonzo telt ongeveer 2931 huishoudens. Het aantal inwoners steeg in de periode 1991-2001 met 0,1% volgens cijfers uit de tienjaarlijkse volkstellingen van ISTAT.
| Jaar | Inwoneraantal |
| ---- | ------------- |
| 1991 | 6445          |
| 2001 | 6451          |

## Geografie
De gemeente ligt op ongeveer 32 m boven zeeniveau.
Gradisca d'Isonzo grenst aan de volgende gemeenten: Farra d'Isonzo, Fogliano Redipuglia, Mariano del Friuli, Moraro, Romans d'Isonzo, Sagrado en Villesse.

## Externe link

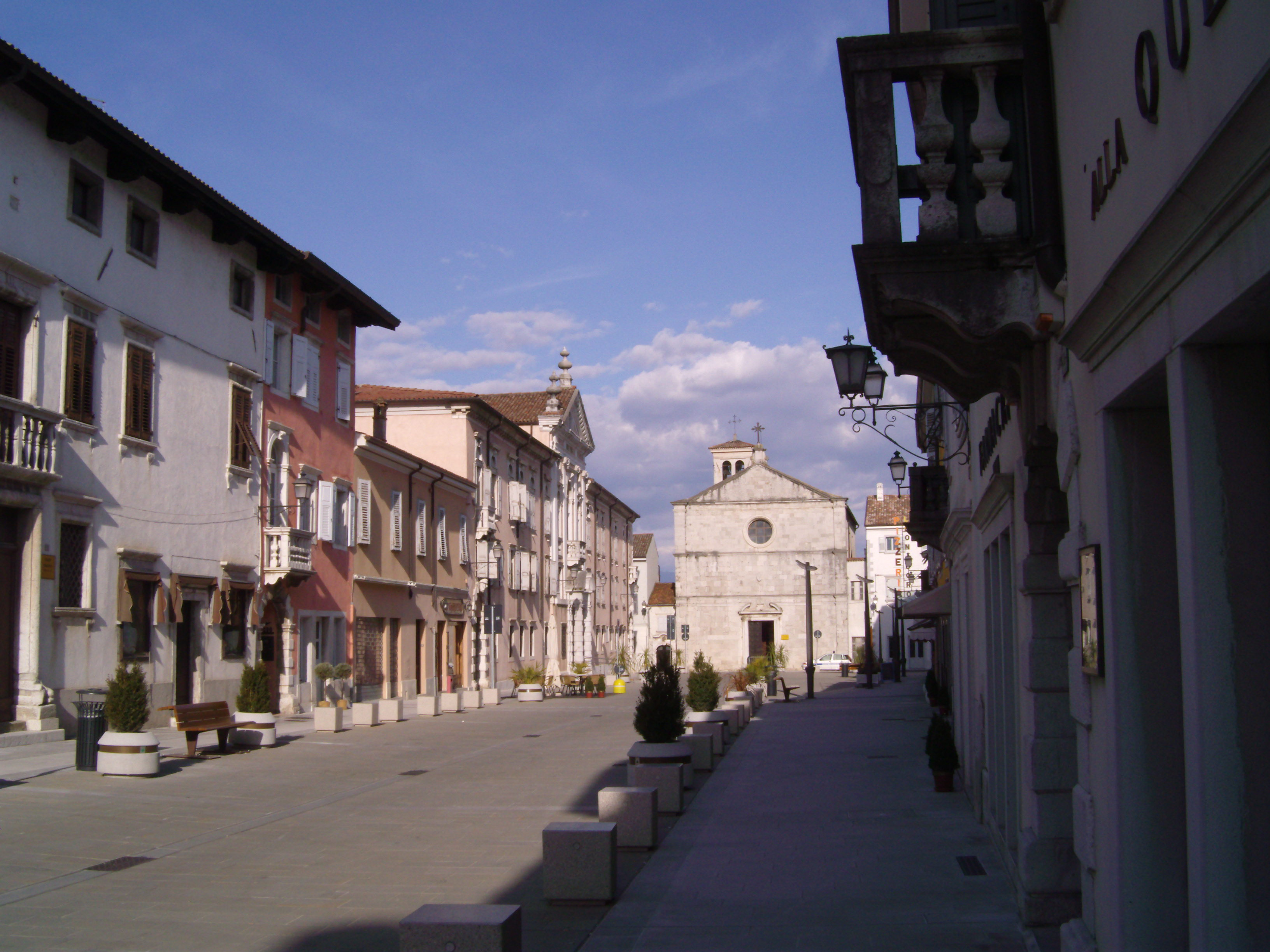